# جولیا آرنا
جولیا آرنا (متولد ۲۲ آوریل ۱۹۹۴ در پیزا) یک ملکه زیبایی، بازیگر، مجری تلویزیون و مدل ایتالیایی است.

## زندگی‌نامه
او در پیزا متولد شد اما خیلی زود به مسینا، سیسیل، شهر اصلی پدر و مادرش نقل مکان کرد.
در سال ۲۰۱۴ او اولین بار به عنوان یک مجری تلویزیون شروع به کار کرد.